# Велика Градина
Велика Градина је под заштитом Завода за заштиту споменика културе Краљево. С обзиром да представља значајну историјску грађевину, проглашена је непокретним културним добром Републике Србије.

## Историја
Налазиште је смештено на узвишењу Сјеничког поља, десет километара југоисточно од Сјенице. Утврђење је било опасано бедемом са јужне, источне и западне док је са северне стране његова граница литица. На јужној, најприступачнијој страни, се налази истурена главна кула четвороугаоне основе, уједно једина кула утврђења. Истраживањима Археолошког института Београд и музеја „Рас” у Новом Пазару су дефинисана три културна хоризонта: касноантички (4. век), рановизантијски (6. век) и раносредњовековни (9. век). Утврђење је подигнуто са циљем одбране античког пута који је спајао источни део провинције Далмације са рудницима у долини Ибра. Хоризонт 9. века се тумачи династичким борбама у Србији и ратовима са Бугарском. У централни регистар је уписана 15. јануара 1999. под бројем АН 131, а у регистар Завода за заштиту споменика културе Краљево 24. децембра 1998. под бројем АН 23.